# 戀之千年王國
《戀之千年王國》是1997年6月27日由萬代發售的PlayStation遊戲。1997年11月20日移植至SEGA Saturn平台。企畫、編劇、監製為桝田省治。由Alpha System、MARS開發。宣傳詞為（愛是不惜一切的爭奪）。

## 作品概要
本作雖然自稱「戀愛對戰RPG」，但桌面遊戲的要素很強。舞台背景為中世紀的王國赫布蘭（Herbland，香草園）。玩家扮演4名王子的其中一位，參加將決定下任國王的選舉。目的為奪取12名可愛但難搞的女子的芳心，使她們最後能投自己一票，然而實際上是否能成為國王並非為最重要，在投票之後，向投票給自己的女子告白，獲得首肯才是遊戲真正的目的。此外可以多人同時進行的戀愛遊戲相當少見，是本作品的一項獨特之處。

## 登場角色
如同王國名稱所示，各角色以香草命名（尤其女主角的姓氏和名字分別為不同的香草名）。

### 主要角色
- 主角（聲：古本新之輔 ※DramaCD版）

玩家從4名王子——巴吉爾（Basil，羅勒）、奧勒岡（Oregano，牛至）、馬格瓦（Mugwort，艾草）、林登（Linden，西洋菩提）——之中選出一位來操作。當玩家未滿4人時，餘下的王子將由CPU操作。玩家為操作角色取名時第4個字以後會被省略，名字後面的部分會從遊戲內定的名稱中的改變（無法回避）。骰子的點數有大致的傾向，巴吉爾為平均型，奧勒岡不善戰鬥但移動力高，馬格瓦擅長戰鬥但移動力差，林登為幅度極端型。王子個人資料的外號會從20種中亂數決定。
亞尼絲（Anise Dandelion，西洋茴香、蒲公英）　聲：天野由梨
外號：ミス・ワガママ（任性小姐）
卡摩蜜兒（Chamomile Artichoke，德國洋甘菊、朝鮮薊）　聲：冬馬由美
外號：恐怖の人体実験娘
卡菈薇（Caraway Goldenrod，葛縷子、加拿大一枝黄花）　聲：勝生真沙子
外號：仮面の美女（假面美女）
庫明（Cumin Caper，孜然、續隨子）　聲：皆口裕子
外號：弱虫くノ一（膽小忍者）
歌麗安妲（Coriander Watercress，香菜、西洋菜）　聲：井上喜久子
外號：沈黙の歌姫（沉默的歌姬）
莎芙蘭（Safran Gypsywort，番紅花、吉普賽草）　聲：丹下櫻
外號：恋の水先案内人（戀愛嚮導）
金賈（Ginger Beebalm，薑、香蜂草）　聲：荒木香惠
外號：かわいい守銭奴（可愛守錢奴）
琪可莉（Chicory Wormwood，菊苣、苦艾）　聲：高山南
外號：秘宝コレクター（秘寶收藏家）
荻兒（Dill Purslane，蒔蘿、馬齒莧）　聲：篠原惠美
外號：人間嫌いのディル
芬奈兒（Fennel Nasturtium，小茴香、旱金蓮）　聲：笠原弘子
外號：ずっこけシスター（迷糊修女）
瑪蓮（Mullein Flax，毛蕊花、亚麻）　聲：潘惠子
外號：熱き肉弾（熱血肉彈）
蘿絲瑪麗（Rosemary Catnip，迷迭香、貓薄荷）　聲：鶴弘美
外號：踊る拡聲器

### 其他角色
- 亨利國王（King Henry，藜科）　聲：內海賢二
- 安潔莉卡（Angelica，當歸屬）　聲：井上喜久子
- 大魔道師馬喬拉姆（Magician Marjoram，墨角蘭）　聲：高山南
- 怪盗西索普（Thief Hyssop，牛膝草）　聲：曾我部和恭
- 達拉岡船長（Captain Tarragon，龍蒿）　聲：掛川裕彥
- 奈杰拉王子（Prince Nigella，黑種草）　聲：矢尾一樹
- 阿卡內特女王（Queen Alkanet，牛舌草）　聲：冬馬由美
- 惡靈查比爾（Chervil，山蘿蔔）　聲：龍田直樹
- 貝托尼侯爵（Betony，水蘇）　聲：曽我部和恭
- コリアンダーの母 （聲：篠原惠美）
- セルリアック将軍 （聲：銀河万丈）
- 青竜ウォー （聲：龍田直樹）、赤竜ルダー （聲：掛川裕彥）、黒竜マンダー （聲：銀河万丈）
- 絲泰維亞女王（Queen Stevia，甜菊）　聲：鶴ひろみ
- 伊莉絲（Iris，菖蒲）　聲：荒木香惠
- ミノネット （聲：潘惠子）
- カモミールの父 （聲：龍田直樹）
- ヤロー族の酋長 （聲：掛川裕彥）
- 康恩（Corn，玉米）
- 科克爾（Cockle，雜草）
- 衛兵A （聲：長嶝高士）、衛兵B （聲：志賀克也）
- 旁白 （聲：篠原惠美）

## 主題曲
- 片頭曲：『がんばって』（加油）

作詞：えびね遊子 作詞、作曲、編曲：庄野賢一 歌：翠玲

## 関連書籍
- 發行：アスキー、發售：アスペクト、ISBN 4-89366-755-6

- 發行：ローカス、發售：主婦之友社、ISBN 4-07-390047-1

- 發行、發售：NTT出版、ISBN 4-87188-869-X

## 相關項目
- 山根朝郎 - 角色設計
- 漆原智志 - 遊戲外盒插畫

## 註腳
1. ↑  其他屬於對戰型戀愛遊戲的有青澀之旅和ゲッターラブ!!等。

## 外部連結
- 遊戲官網 （页面存档备份，存于）
- Next King - 桝田省治のホームページ内の紹介。開発中の仕様が含まれているようで、書かれている内容が製品版と違う部分もある。